# Швырёв, Игорь Игоревич
Игорь Игоревич Швырёв (род. 10 июля 1998, Магнитогорск, Челябинская область) — российский хоккеист, нападающий.

## Клубная карьера
Начал заниматься хоккеем в родном Магнитогорске в академии «Металлурга» и прошёл всю структуру клуба. С 2014 года начал выступать в Молодёжной хоккейной лиге в составе «Стальных лис». Дебютировал в МХЛ 26 сентября 2014 года в матче против курганского «Юниора» (4:1). В дебютном сезоне в МХЛ провёл 24 матча, в которых набрал 9 (1+8) очков.
С лета 2015 года начал привлекаться в основную команду «Металлурга». Дебютировал в Континентальной хоккейной лиге 30 августа 2015 года в матче против «Автомобилиста» (1:2) проведя на площадке одну минуту и пятьдесят секунд. Но этот матч стал единственным для Швырёва в сезоне 2015/16 в КХЛ, он продолжил выступление в МХЛ, проведя в этом сезоне 52 матча и набрав 43 (13+30) очка. 24 июня 2017 года на драфте НХЛ был выбран в 5-м раунде под общим 125-м номером клубом «Колорадо Эвеланш». В следующих двух сезонах также выступал за две команды, в КХЛ провёл 45 матчей, набрав 1 (1+0) очко, а в МХЛ провёл 57 матча и набрал 93 (29+64) очка. Свою первую шайбу в КХЛ забросил 1 сентября 2017 года в матче против «Амура» (2:3).
8 мая 2018 года решил попробовать свои силы за океаном и заключил трёхлетний контракт новичка с «Колорадо Эвеланш», выступающий в Национальной хоккейной лиге. Летом 2018 года участвовал в тренировочном лагере «Колорадо», а после его завершения был отправлен в фарм-клуб «Колорадо Иглз», выступающий в Американской хоккейной лиге. Дебютировал в АХЛ 5 октября 2018 года в матче против «Чикаго Вулвз» (2:3), в этом же матче забросил свою дебютную шайбу. В составе «Колорадо Иглз» выступал два сезона, проведя 106 матчей, в которых набрал 22 (12+10) очка. 27 мая 2020 года «Колорадо Эвеланш» выставил Швырёва на драфт отказов.
12 июня 2020 года вернулся в магнитогорский «Металлург», заключив контракт на два года. 15 октября 2021 года расторг контракт с командой по обоюдному соглашению сторон. Всего за «Металлург» в КХЛ провёл 100 игр, набрал 9 (4+5) очков при показателе полезности «-7» и 26 минутах штрафного времени. 16 октября 2021 года перешёл в московский «Спартак», заключив односторонний контракт до конца сезона 2021/22. 31 января 2022 года Швырёв и «Спартак» договорились о расторжении контракта по согласию сторон, но права на игрока в КХЛ остаются у московского клуба. Всего за «Спартак» провёл 17 матчей и набрал три (0+3) очка.
1 февраля 2022 года стал игроком «Динамо» (Пардубице), контракт подписан до конца сезона 2021/22.
В сезоне 2023/24 стал лучшим снайпером и бомбардиром регулярного чемпионата ВХЛ, забросив 25 шайб и набрав 56 очков. С сезона 2024/25 — в «Сочи».

## Карьера в сборной
В августе 2015 году представлял Россию на юношеском турнире Кубок Ивана Глинки. Он сделал одну результативную передачу в 5 играх и помог России завоевать бронзовую медаль.

## Достижения
- Бронзовый призёр Кубка Ивана Глинки: 2015

## Статистика

### Клубная
| 2014/15     | Стальные лисы            | МХЛ         | 19  | 1  | 7  | 8  | 2  | 5  | 0 | 1 | 1 | 0  |
| 2015/16     | Металлург (Магнитогорск) | КХЛ         | 1   | 0  | 0  | 0  | 0  | —  | — | — | — | —  |
| 2015/16     | Стальные лисы            | МХЛ         | 44  | 12 | 26 | 38 | 40 | 8  | 1 | 4 | 5 | 4  |
| 2016/17     | Стальные лисы            | МХЛ         | 40  | 21 | 49 | 70 | 26 | 5  | 2 | 1 | 3 | 4  |
| 2016/17     | Металлург (Магнитогорск) | КХЛ         | 10  | 0  | 0  | 0  | 2  | —  | — | — | — | —  |
| 2017/18     | Металлург (Магнитогорск) | КХЛ         | 32  | 1  | 0  | 1  | 4  | 3  | 0 | 0 | 0 | 0  |
| 2017/18     | Стальные лисы            | МХЛ         | 10  | 5  | 12 | 17 | 24 | 2  | 1 | 2 | 3 | 27 |
| 2018/19     | Колорадо Иглз            | АХЛ         | 57  | 6  | 7  | 13 | 25 | —  | — | — | — | —  |
| 2019/20     | Колорадо Иглз            | АХЛ         | 49  | 6  | 3  | 9  | 12 | —  | — | — | — | —  |
| 2020/21     | Металлург (Магнитогорск) | КХЛ         | 49  | 3  | 5  | 8  | 20 | 1  | 0 | 0 | 0 | 0  |
| 2021/22     | Металлург (Магнитогорск) | КХЛ         | 4   | 0  | 0  | 0  | 0  | —  | — | — | — | —  |
| 2021/22     | Спартак (Москва)         | КХЛ         | 17  | 0  | 3  | 3  | 6  | —  | — | — | — | —  |
| 2022/23     | Тамбов                   | ВХЛ         | 15  | 5  | 12 | 17 | 12 | 6  | 0 | 0 | 0 | 2  |
| 2023/24     | Югра                     | ВХЛ         | 54  | 25 | 31 | 56 | 56 | 19 | 6 | 3 | 9 | 14 |
| 2024/25     | Сочи                     | КХЛ         | 54  | 6  | 4  | 10 | 30 | —  | — | — | — | —  |
| Всего в КХЛ | Всего в КХЛ              | Всего в КХЛ | 167 | 10 | 12 | 22 | 62 | 4  | 0 | 0 | 0 | 0  |
| Всего в ВХЛ | Всего в ВХЛ              | Всего в ВХЛ | 69  | 30 | 43 | 73 | 68 | 25 | 6 | 3 | 9 | 16 |

### Сборная
| Год              | Команда          | Турнир           | Место            |   | И | Г | П | О | Штр |
| ---------------- | ---------------- | ---------------- | ---------------- | - | - | - | - | - | --- |
| 2015             | Россия (мол.)    | IH18             | 3-е              | 5 | 0 | 1 | 1 | 4 |     |
| Всего за юниоров | Всего за юниоров | Всего за юниоров | Всего за юниоров | 5 | 0 | 1 | 1 | 4 |     |